# Provinz Zuid-Holland
Zuid-Holland (niederländische Aussprache [ˌzœyt ˈɦɔlɑnt], deutsch Südholland) ist eine westliche Provinz der Niederlande an der Nordseeküste. Sie ist das am dichtesten besiedelte und höchstindustrialisierte Gebiet der Niederlande. Am 1. Januar 2025 hatte die Provinz 3.862.920 Einwohner.

## Geographie

Satellitenbild

Angrenzende Provinzen sind Noord-Holland im Norden, Utrecht und Gelderland im Osten, Noord-Brabant im Südosten und Zeeland im Süden. Im Westen grenzt die Provinz an die Nordsee.
Wichtige Städte sind Den Haag (Regierungssitz, Internationaler Gerichtshof) und die Seehafenstadt Rotterdam. Die Städte Leiden, Delft, Dordrecht, Schiedam und Gouda besitzen ein historisches Zentrum.
Südöstlich von Rotterdam befinden sich die Mühlen von Kinderdijk, die zum UNESCO-Weltkulturerbe zählen. Flüsse und Kanäle sind unter anderem die Nieuwe Maas, der Nieuwe Waterweg, die Oude Maas, der Haringvliet und das Hollands Diep. Der Großteil der Bevölkerung konzentriert sich auf den Ballungsraum Rotterdam, Den Haag, Leiden. Der Rest der Provinz ist vergleichsweise dünn besiedelt, landwirtschaftlich, im Zuge der Küstendünen im Norden auch sehr touristisch geprägt: Katwijk und Noordwijk sind beliebte und recht beschauliche Fremdenverkehrsorte mit dem Schwerpunkt Badeurlaub am Strand.
Im Süden der Provinz liegen im Rheindelta viele Inseln, die durch Brücken und Dämme miteinander verbunden sind:
- Goeree-Overflakkee
- Tiengemeten
- Voorne-Putten
- Rozenburg
- IJsselmonde
- Hoeksche Waard
- Eiland van Dordrecht

## Geschichte
Die Grafschaft Holland entstand zu Beginn des 10. Jahrhunderts. Holland war die reichste und einflussreichste der sieben Provinzen, die sich 1581 von der spanischen Herrschaft lossagten und die Republik der Sieben Vereinigten Provinzen bildeten, die Vorläuferin des heutigen Königreichs der Niederlande.
Um die Dominanz der Provinz Holland in der niederländischen Politik zu beschränken, wurde sie bei der Verfassungsänderung 1840 in die Provinzen Noord-Holland und Zuid-Holland geteilt.

## Politik
- SP: 2
- PvdD: 3
- GL: 6
- PvdA: 4
- Volt: 1
- D66: 4
- 50PLUS: 1
- CU: 2
- CDA: 4
- VVD: 8
- BBB: 8
- SGP: 2
- JA21: 4
- PVV: 4
- FvD: 2

Das Provinzialparlament (niederländisch Provinciale Staten) hat seinen Sitz im Provinciehuis in der Provinzhauptstadt Den Haag. Entsprechend der Bevölkerungszahl in der Provinz besteht das Parlament aus 55 Sitzen.
Bei der Provinzialwahl am 15. März 2023 erlangten die Parteien folgende Stimmanteile: BBB 13,67 % (8 Sitze), VVD 13,14 % (8 Sitze), GroenLinks 9,81 % (6 Sitze), D66 7,53 % (4 Sitze), PvdA 6,98 % (4 Sitze), PVV 6,39 % (4 Sitze), CDA 6,22 % (4 Sitze), JA21 6,12 % (4 Sitze), PvdD 4,88 % (3 Sitze), SGP 4,13 % (2 Sitze), ChristenUnie 4,12 % (2 Sitze), FvD 3,57 % (2 Sitze), SP 3,40 % (2 Sitze), 50PLUS 3,04 % (1 Sitz), Volt 2,87 % (1 Sitz), übrige 4,13 %. Die Wahlbeteiligung lag bei 54,52 %.
Die nächste Provinzialwahl findet am 17. März 2027 statt.
An der Spitze der Provinz steht der Kommissar des Königs. Das ist seit dem 1. September 2024 der Rechtsliberale Wouter Kolff. Das College van Gedeputeerde Staten, also die Regierung, wird seit 2023 von einer Koalition aus der Bauernpartei, Rechtsliberalen, Grünen, Sozialdemokraten und Christdemokraten gebildet.

## Gemeinden

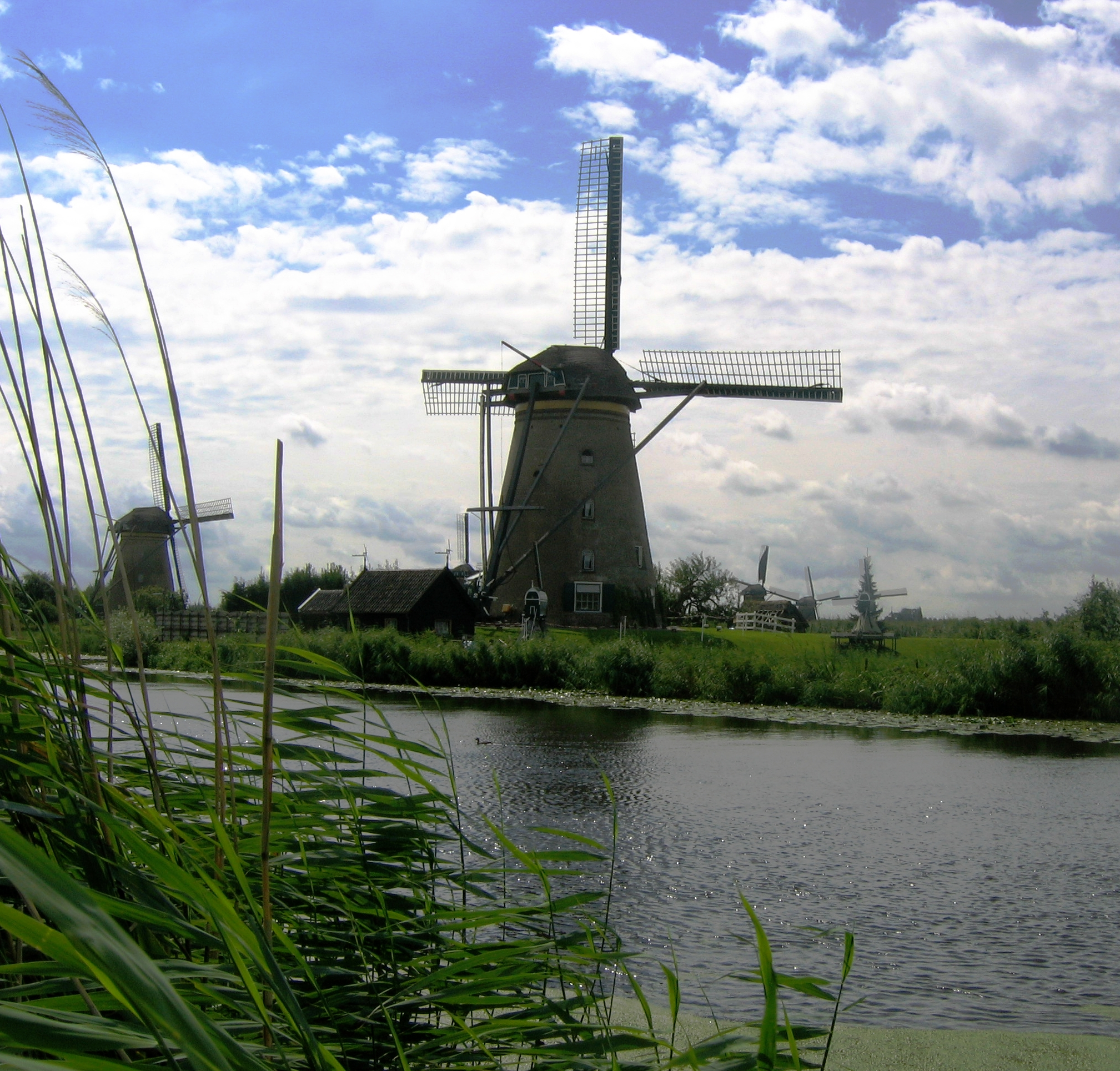
Die Mühlen von Kinderdijk

Die Provinz Zuid-Holland umfasst seit 2023 folgende 50 Gemeinden:
1. Alblasserdam (20.247)
2. Albrandswaard (26.710)
3. Alphen aan den Rijn (115.746)
4. Barendrecht (48.568)
5. Bodegraven-Reeuwijk (37.220)
6. Capelle aan den IJssel (68.673)
7. Delft (110.224)
8. Den Haag (568.419)
9. Dordrecht (122.847)
10. Goeree-Overflakkee (52.208)
11. Gorinchem (38.852)
12. Gouda (76.536)
13. Hardinxveld-Giessendam (19.126)
14. Hendrik-Ido-Ambacht (32.852)
15. Hillegom (22.788)
16. Hoeksche Waard (90.768)
17. Kaag en Braassem (29.305)
18. Katwijk (67.085)
19. Krimpen aan den IJssel (29.782)
20. Krimpenerwaard (57.800)
21. Lansingerland (66.093)
22. Leiden (130.613)
23. Leiderdorp (27.774)
24. Leidschendam-Voorburg (78.309)
25. Lisse (23.583)
26. Maassluis (36.437)
27. Midden-Delfland (19.422)
28. Molenlanden (45.373)
29. Nieuwkoop (29.530)
30. Nissewaard (88.355)
31. Noordwijk (45.946)
32. Oegstgeest (26.054)
33. Papendrecht (32.300)
34. Pijnacker-Nootdorp (58.120)
35. Ridderkerk (48.011)
36. Rijswijk (60.710)
37. Rotterdam (672.330)
38. Schiedam (82.559)
39. Sliedrecht (26.601)
40. Teylingen (38.410)
41. Vlaardingen (77.234)
42. Voorne aan Zee (74.544)
43. Voorschoten (25.914)
44. Waddinxveen (35.043)
45. Wassenaar (27.534)
46. Westland (116.897)
47. Zoetermeer (129.941)
48. Zoeterwoude (10.142)
49. Zuidplas (48.705)
50. Zwijndrecht (44.680)

(Einwohner am 1. Januar 2025)

## Wirtschaft
Im Jahr 2011 lag das regionale Bruttoinlandsprodukt je Einwohner, ausgedrückt in Kaufkraftstandards, bei 127,58 % des Durchschnitts der EU-28. Im Jahr 2017 betrug die Arbeitslosenquote 5,5 %.